# Liste von Filmen mit Bezug zu BDSM
Nachdem BDSM zunächst unterschwellig als Motiv in einigen Filmproduktionen auftauchte, wurden Anfang der 1960er Jahre bedeutende literarische Werke wie beispielsweise die Die Geschichte der O und Venus im Pelz zum Teil sehr explizit verfilmt. Spätestens mit der Verfilmung von 9½ Wochen wurde das Thema BDSM auch publikumswirksam und kommerziell erfolgreich breiten Zuschauerschichten nahegebracht, wobei hierbei auf eine ästhetische Massenkompatibilität geachtet wurde.
Seit den späten 1990er Jahren gelang es Filmen wie Preaching to the Perverted und Secretary, kommerziellen Anspruch und Authentizität miteinander zu verbinden. Mit der Entwicklung von dokumentarisch geprägten Produktionen wie SICK: The Life and Death of Bob Flanagan, Supermasochist und Wir leben … SM! entwickelte sich ein weiterer filmischer Zugang zur Thematik, der sich gezielt auch an breite Zuschauergruppen wendet.
Filme mit BDSM-Thematik wie beispielsweise 9 1/2 Wochen, Tokio Dekadenz oder Secretary werden mittlerweile regelmäßig im deutschen Fernsehen gezeigt. Seit 2001 gibt es mit der kanadischen Produktion KinK erstmals auch eine eigenständige Fernsehserie, die BDSM zum Inhalt hat. Sie ist bisher in Deutschland nicht ausgestrahlt worden. Das Spektrum der Produktionen ist sehr groß und zeigt, dass BDSM-Themen mittlerweile fest im filmischen Mainstream verankert sind.
Neben diesen eher ästhetisch orientierten Filmen existiert ein breiter Markt für sadomasochistische Pornografie in Form von Pornofilmen. Der spanische Regisseur Jess Franco schuf als typischer Vertreter des Exploitation-Genres eine große Anzahl Filme, die unter anderem auf Werken des Marquis de Sade basieren und in Deutschland teilweise indiziert sind.
| Jahr | Filmtitel                                                                                      | Anmerkung |
| ---- | ---------------------------------------------------------------------------------------------- | --- |
| 1925 | A Woman of the World                                                                           | |
| 1966 | Belle de Jour – Schöne des Tages, Luis Buñuel                                                  | |
| 1969 | Venus im Pelz und diverse weitere „Venus im Pelz“-Verfilmungen                                 | |
| 1974 | Martha, Rainer Werner Fassbinder                                                               | |
| 1974 | Hana to Hebi                                                                                   | nach dem gleichnamigen Roman von Oniroku Dan                                                                                |
| 1975 | The Story of Joanna, Gerard Damiano                                                            | |
| 1975 | Die Geschichte der O und diverse weitere „Geschichte der O“-Verfilmungen                       | |
| 1976 | Im Reich der Sinne                                                                             | |
| 1976 | Maîtresse                                                                                      | |
| 1976 | The Image                                                                                      | Verfilmung des Jean de Berg-Klassikers Das Bild                                                                             |
| 1979 | Menthe – la bienheureuse                                                                       | |
| 1980 | Sinfonía erótica                                                                               | |
| 1983 | Die flambierte Frau                                                                            | |
| 1984 | Gwendoline                                                                                     | Just Jaeckins Verfilmung des Comic-Klassikers von John Willie                                                               |
| 1984 | Domina – Die Last der Lust                                                                     | |
| 1984 | Die Geschichte der O. – 2. Teil                                                                | |
| 1985 | Verführung: Die grausame Frau                                                                  | |
| 1986 | Blue Velvet                                                                                    | |
| 1986 | 9½ Wochen                                                                                      | |
| 1986 | Matador                                                                                        | |
| 1987 | Personal Service                                                                               | Komödie über ein BDSM-Bordell basierend auf dem Leben Cynthia Paynes                                                        |
| 1992 | Tokio Dekadenz                                                                                 | |
| 1994 | Undercover Cops                                                                                | |
| 1996 | Die Peitsche der Pandora                                                                       | |
| 1997 | Preaching to the Perverted                                                                     | Der Film wird allgemein als Reaktion auf den Spanner Case angesehen                                                         |
| 1997 | SICK: The Life and Death of Bob Flanagan, Supermasochist                                       | Interviews mit dem sterbenden Performancekünstler Bob Flanagan                                                              |
| 1999 | 8MM                                                                                            | Häufig als extrem sadophob kritisierte Hollywoodproduktion über BDSM, sexuellen Missbrauch und Snuff-Filme mit Nicolas Cage |
| 1999 | Moonlight Whispers                                                                             | |
| 1999 | Romance XXX                                                                                    | |
| 1999 | Tops & Bottoms                                                                                 | |
| 1999 | Wilde Nächte – Leidenschaft ohne Tabus                                                         | |
| 1999 | Eyes Wide Shut                                                                                 | Der letzte vollendete Film des US-amerikanischen Filmregisseurs Stanley Kubrick. Enthält zahlreiche BDSM Elemente.          |
| 2000 | Dirty Pictures                                                                                 | Der Film beruht auf dem Verfahren um die Mapplethorpe-Ausstellung in Cincinnati                                             |
| 2000 | Quills – Macht der Besessenheit und diverse weitere Verfilmungen zum Leben des Marquis de Sade | |
| 2001 | Beyond Vanilla                                                                                 | |
| 2001 | CSI: Den Tätern auf der Spur Slaves of Las Vegas (2. Staffel, Folge 8)                         | Die Folge stellt die Figur der „Lady Heather“ in den Handlungsmittelpunkt                                                   |
| 2001 | KinK                                                                                           | Nur in Englisch erschienen                                                                                                  |
| 2001 | Die Klavierspielerin                                                                           | |
| 2002 | Secretary                                                                                      | |
| 2003 | CSI Lady Heather’s Box (3. Staffel, Folge 15)                                                  | „Lady Heather“ steht in einem 90-minütigen Serienspecial erneut im Handlungsmittelpunkt                                     |
| 2003 | Devot mit Annett Renneberg                                                                     | Psychothriller mit BDSM-Elementen                                                                                           |
| 2004 | Wir leben … SM!                                                                                | Dokumentar- und Coming-Out-Film                                                                                             |
| 2004 | Bettie Page: Dark Angel                                                                        | Film über Bettie Page |
| 2004 | Hana to Hebi                                                                                   | Remake zum Film von 1974 |
| 2005 | Extasy in Berlin 1926 von Maria Beatty                                                         | |
| 2005 | The Notorious Bettie Page                                                                      | |
| 2005 | Hana to Hebi 2                                                                                 | Fortsetzung des Remakes von Hana to Hebi (2004)                                                                             |
| 2006 | Beruf: Domina – das Geschäft mit Lust und Peitsche.                                            | Dokumentation des Autors Markus Matzner über zwei Schweizer Dominas                                                         |
| 2006 | 24/7 The Passion of Life                                                                       | |
| 2006 | Psychopathia sexualis                                                                          | Nur in Englisch erschienen                                                                                                  |
| 2006 | Verfolgt                                                                                       | |
| 2007 | Walk All Over Me – Liebe, Latex, Lösegeld                                                      | |
| 2009 | SM Richter                                                                                     | Belgischer Film über eine wahre Begebenheit                                                                                 |
| 2010 | Hana to Hebi 3                                                                                 | Keine direkte Fortsetzung von Teil 2 (2005)                                                                                 |
| 2011 | Heute weiß es jeder … SM heißt Sado-Masochismus, 1960 wusste ich’s nicht                       | Dokumentarfilm von Ralph Kiening und Gerhard Stahl                                                                          |
| 2013 | Nymphomaniac                                                                                   | |
| 2014 | The Duke of Burgundy                                                                           | |
| 2014 | Hana to Hebi Null                                                                              | Verfilmung möglichst nahe am Originalbuch von 1962                                                                          |
| 2014 | My Mistress                                                                                    | |
| 2017 | Professor Marston & The Wonder Women                                                           | Nach dem realen Vorbild des Erfinders von Wonder Women                                                                      |
| 2019 | Koirat eivät käytä housuja                                                                     | |
| 2022 | Love and Leashes                                                                               | Netflix-Produktion-KOR |
| 2024 | Dreißig Jahre an der Peitsche                                                                  | |